# Iain McCaig
Iain McCaig (né en 1957 en Californie) est un artiste spécialisé dans l’illustration et le design, il a été reconnu et récompensé plusieurs fois pour son travail,. Ses travaux pour Star Wars et Harry Potter lui ont donné une plus grande visibilité même si sa contribution dans Fighting Fantasy a également été d’une grande importance pour ces sagas.

## Biographie

### Enfance
Iain McCaig est né le 19 mars 1957 à Santa Monica, en Californie. Il déménage sur la côte Ouest du Canada avec sa famille à l'âge de trois ans et grandit dans l’État de Victoria. Après avoir quitté la maison à quatorze ans, il vécut pendant quelques années par lui-même au Canada avant d’aller étudier à l’école d’Arts de Glasgow, en Écosse. Fraichement diplômé, il déménage à Londres où il commence sa carrière en tant qu’artiste graphiste et illustrateur.

### Carrière
Pendant une pause dans ses études de Glasgow, McCaig retourne aux États-Unis et travaille sur la bande-annonce de Twice Upon a Time. Quand un choix s’offre à lui, il décide que deux mille couvertures de livres valent mieux que vingt minutes de temps à l’écran pour le même nombre de dessins et sa carrière débuta dans le monde de l’illustration.
À Londres, McCaig commence sa carrière d’illustrateur pour des livres, des BD, des campagnes de publicité, des affiches. Grâce à ça, il fait parler de lui auprès des auteurs et éditeurs et notamment il est sollicité pour la franchise de Fighting Fantasy.

## Son travail
Dans le monde des jeux fantastiques, McCaig a aussi illustré The world of Lone Wolf et son travail a aussi paru dans de nombreuses éditions de White Dwarf. Le groupe Jethro Tull lui a aussi commandé une pochette de leur album Broadsword and the Beast. Son travail a été aussi utilisé par Tolkien Estate.
En 1989, on lui propose une place à Industrial Light & Magic, plus connu sous le nom d’ILM, importante compagnie de design et d’effets spéciaux créée par George Lucas.
Cela lui permet de participer à de nombreux dessins pour Star Wars, épisode I : La Menace fantôme, notamment en créant le personnage de Dark Maul et les costumes de Padmé Amidala. Il a aussi contribué au design d'autres films de la saga. Il a aussi fait partie de l’équipe du film Pinocchio de Francis Ford Coppola et Hook de Steven Spielberg.
Il a travaillé sur un large éventail de films comme Entretien avec un vampire, Terminator 2, Star trek VI, Dinotopia ou Casper le Fantôme. Il a aussi travaillé sur de nombreux programmes pour enfant.
Par la suite, Iain McCaig a fondé Dananxi Studios, une compagnie de production qui a pour but d’apporter de la magie à l’écran. Son premier travail en tant que directeur, un film pour enfant intitulé The Face qui a fait l’ouverture du Festival international du film de Santa Barbara en mars 1998 et gagne le premier prix Best Family Film au festival du film International de Houston.
En octobre 2008, Shadowline : The Art of Iain McCaig est sorti par Insight Editions, dont la sortie était initialement prévue pour 2007.
En 2011, il rejoint Respawn Entertainment, un studio de jeu vidéo formé sous l'aile d'Electronic Arts par les deux anciens directeurs d'Infinity Ward développeurs de Call of Duty.

## Filmographie
- Outlander, le dernier Viking  de Howard McCain - Produit en 2008 -  Coproducteur
- Le Petit monde de Charlotte de Gary Winick - Sorti en salle en 2007 - Concepteur artistique
- Harry Potter et la Coupe de Feu de Mike Newell - Sorti en salle en 2005 - Concepteur artistique
- Star Wars, épisode III : La Revanche des Sith de George Lucas - Sorti en salle en 2005 - Concepteur artistique
- Peter Pan de P.J. Hogan - Sorti en salle en 2004 - Réalisateur/Concepteur de story-board
- Star Wars, épisode II : L'Attaque des clones de George Lucas - Sorti en salle en 2002 - Concepteur artistique
- Star Wars, épisode I : La Menace fantôme de George Lucas - Sorti en salle en 1999 – Acteur, Concepteur artistique
- Entretien avec un vampire de Neil Jordan - Sorti en salle en 1994 - Réalisateur/Concepteur de story-board
- Dracula de Francis Ford Coppola - Sorti en salle en 1993 - Réalisateur/Concepteur de story-board
- Hook ou la revanche du Capitaine Crochet de Steven Spielberg - Sorti en salle en 1992 - Réalisateur/Concepteur de story-board
- Terminator 2 : le Jugement Dernier de James Cameron - Sorti en salle en 1991 - Réalisateur/Concepteur de story-board
- Star Trek 6 : Terre inconnue de Nicholas Meyer - Produit en 1991 - Réalisateur/Concepteur de story-board

## Œuvres littéraires

### Recueils de nouvelles
- (en) Smalltown Tales, 2024